# Noblella heyeri
Noblella heyeri är en groddjursart som först beskrevs av Lynch 1986.  Noblella heyeri ingår i släktet Noblella och familjen Strabomantidae. IUCN kategoriserar arten globalt som otillräckligt studerad. Inga underarter finns listade i Catalogue of Life.